# Piotraszewo
Piotraszewo (dawniej niem. Peterswalde) – wieś w Polsce położona w województwie warmińsko-mazurskim, w powiecie olsztyńskim, w gminie Dobre Miasto.

## Historia
Wieś lokowana była 14 grudnia 1335 roku przez wójta warmińskiego Henryka z Lutr. Zasadźcą wsi na prawie chełmińskim był Piotr, który miał do zagospodarowania 60 włók. Piotr otrzymał 6 włók wolnych, urząd sołecki, karczmę i pół morgi jako uposażenie karczmy, ponadto dochody z sadownictwa niższego oraz prawo połowu ryb na własne potrzeby w jeziorach: Bugi i Potary. Proboszcz w Piotraszewie wymieniany był w dokumencie z 1363 roku. W 1375 r. bp warmiński Henryk Sorbom dodał wsi 12 włók lasu. Wieś została zniszczona w czasie wojny głodowej w 1414 r. Wówczas w miejscowym kościele zamordowano proboszcza. W 1451 r. bp warmiński Franciszek Kuhschmalz nadał wiosce posiadłość Lamoten, licząca 6 włók ziemi. 
Z akt wizytacyjnych parafii wynika, że w drugiej połowie XVI funkcjonowała tu szkoła parafialna. Kościół w Piotraszewie w wykazie parafii sprzed 1525 roku w archiprezbiteratów warmińskich ujęty był jako kościół filialny Bieniewa i jako taki wymieniany był w pierwszych latach XVII wieku. W 1612 r. bp warmiński Szymon Rudnicki wystawił przywilej dla Antoniego Poschmana (tutejszy sołtys) dotyczący karczmy, jednej morgi ziemi oraz jednej włoki, w zamian za czynsz w wysokości 6 grzywien. W tym czasie dokonano pomiarów wsi, wykazując nadwyżkę gruntów. W 1615 r. bp Szymon Rudnicki nadał wójtowi krajowemu i staroście jeziorańskiemu, Eustachemu Knobelsdorfowi nadwyżkę w wielkości 3 łanów oraz trzech mórg ziemi na prawie chełmińskim koło dóbr Urbanowo. W roku 1622 Piotraszewo miało ponownie swojego proboszcza.
W roku 1688 we wsi było 17 gospodarstw chłopskich, 5 zagrodników i 10 komorników.
Po II wojnie światowej Piotraszewo zostało wsią sołecką, funkcjonuje tutaj szkoła podstawowa.
Do 1954 roku siedziba gminy Piotraszewo. W latach 1954-1961 wieś była siedzibą gromady Piotraszewo, po jej zniesieniu była w gromadzie Dobre Miasto. W latach 1975–1998 miejscowość administracyjnie należała do województwa olsztyńskiego. Wieś znajduje się w historycznym regionie Warmia.

## Kościół
Gotycki kościół w Piotraszewie wybudowano w drugiej połowie XIV wieku. Później musiał być przebudowywany, ponieważ ponownie był konsekrowany w roku 1580 przez biskupa warmińskiego Marcina Kromera. Kościół był remontowany w latach 1738–1742 i w latach 1886–1887.
Świątynia w Piotraszewie jest orientowana, z układem salowym. Drewniana wieża, w dolnej części murowana z roku 1739, znajduje się w części zachodniej kościoła. Na wieży chorągiewka z herbem biskupa Szembeka. Po stronie północnej kościoła znajduje się zakrystia (XVII–XVIII w.), a po południowej kruchta. Na ścianie południowej świątyni wykonano zegar słoneczny z datą 1772. 
Ołtarz główny rokokowy z 1782 roku wykonany w pracowni Chrystiana Bernarda Schmidta z Reszla. W centralnej części ołtarza znajduje się patron kościoła św. Bartłomiej. Obraz świętego wyszedł spod pędzla Korzeniewskiego. Tabernakulum i balustradę przy ołtarzu wykonał w 1798 Chrystian Beniamin Schultz z Lidzbarka. Jego dziełem jest także klasycystyczna ambona. Ołtarze boczne wykonane zostały w połowie XIX w.. Kropielnica i chrzcielnica wykonane zostały jeszcze w średniowieczu z granitu. Ta ostatnia umieszczona została w rokokowej zagrodzie z drugiej połowy XVIII wieku. Chór muzyczny wykonany został w XVIII w., a organy pod koniec XIX w. Do najstarszych zabytków kościoła należy dzwon z XV wieku.

## Demografia
W roku 1783 w Piotraszewie było 49 domów.
Liczba mieszkańców kształtowała się następująco: w roku 1818 – 267 osób, w 1939 – 537, w 1998 – 211.